# الحارث بن وهبان الكناني
الحارث بن وهبان الكناني أو الحارث بن أُهبان، وقيل: الحارث بن وهب، الصحابي من بني عدي بن الدئل، قدم على النبي في وفد بني عبد بن عدي بن الديل، فقالوا: يا محمد، نحن أهل الحرم، وساكنه، وأعز من به.
وللحارث بن وهب قصّة مع عمر بن الخطاب ذكرها الزُّبَيرُ في "المَوْفَقِيَّاتِ"، حيث عزل عُمر أبا موسى عن البصرة وقدامة بن مظعون وأبا هريرة والحارث بن وَهْب أحد بني ليث بن بكر، وشاطرهم أموالهم، وقال للحارث: ما أعبد وقلاص بعتها بمائة دينار؟ قال: خرجت بنفقة معي فتجرت فيها. قال: إنا والله ما بعثناك للتجارة في أموال المسلمين. ثم أمره أن يحملها، فقال: والله لا عملت لك عملًا بعدها. قال: تَيْدَك حتى أستعملك.